# アニ・ホアンク
アニ・フク・チョン・ホアン（Ани Фук Чонг Хоанг / Ani Fuk Chong Hoang、1991年8月1日 - ）、通称:アニ・ホアンク（Ани Хоанг / Ani Hoang）は、ブルガリアのポップ・フォーク歌手である。ブルガリアの首都ソフィアにて、ベトナム人の父とブルガリア人の母のもとに生まれた。
4歳の時にテレビ番組「誰が一番？」に出場した。リュボミル・ピプコフ音楽学校に5年間通い、ピアノと音楽理論を学ぶ。2009年後期にニコライ・プルヴァノフ（Николай Първанов）と契約を結び、リアル・エンタープライズ（Real Enterprises）で活動をはじめる。2010年に音楽家のリュドミル・イラリオノフ（Людмил Иларионов）と出会い、以降活動を共にするようになる。2010年3月14日、初のシングル「Кой си ти / Koy si ti」が発売される。2011年にパイネルと契約した。1月27日にシングル「Не вярвам / Ne vyarvam」が発売され、同年4月8日には東アジア風の映像を用いたこの曲のビデオ・クリップも公開されたが、期待ほどの商業的成功には至らなかった。6月18日にはパイネルから2作目のシングル「Лекарство за мъж / Lekarstvo za mazh」が発売され、この夏のヒット曲となった。この成功の後、多数の楽曲を発表し、また同年12月22日のプラネッタTV10周年イベントにも参加した。
2012年3月、プラネッタTV、そしてノフ・フォルク誌の最優秀新人賞を受賞、また「Не вярвам / Ne vyarvam」がノフ・フォルクのバラード部門にノミネートされた
2012年にリュドミル・イラリオノフと結婚した。